# Garha
Garha fou un petit estat tributari de l'Índia central, sota autoritat del resident de Gwalior, i abans part de la subagència de Guna de la residència de Gwalior. La seva superfície era de 114 km² i la població el 1901 de 9.481 habitants.
Originalment era part de l'estat de Raghuharh però la dinastia Kichi necessitava la concessió de jagirs per alguns membres de la família i el 1843 Bijai Singh va obtenir un sanad per 52 pobles amb una renda estimada de 15000 rúpies. L'estat, tot i que tallat per diverses muntanyes, era fèrtil; el cultiu principal era l'opi, que s'exportava a Ujjain. El sobirà pertanyia a la dinastia Kichi de rajputs chauhans de la nisssaga de Raghugarh, i portava el títol de raja. El 1901 va pujar al tron Dhirat Singh, sent menor d'edat i l'estat fou governat per un kamdar o regent supervisat pel resident. El 1901 els ingressos s'estimaven en 22.000 rúpies i les despeses en 13.000.
La capital era Jamner amb 901 habitants el 1901, però la residència del raja era a Garha a 25° 02′ N, 78° 03′ E / 25.033°N,78.050°E.